# Julien-Henri Busson-Billault
Ne pas confondre avec Julien Busson-Billault, son fils, Bâtonnier de Paris, Sénateur de la Loire-Inférieure.
Pour les articles homonymes, voir Busson.
Julien Henry Busson-Billault, né à Joigny le 24 juillet 1823 et mort au château des Grézillières (Basse-Goulaine) le 15 juillet 1888, est un avocat et homme politique français.

## Biographie
Julien Henry Busson est le fils de Bernard Julien Busson, sous-préfet, et de Catherine Laure Charié. Il étudia le droit et se fit recevoir docteur en août 1848. Il manifesta d'abord des opinions démocratiques et républicaines, plaida avec succès au barreau de Paris, et prononça devant la conférence des avocats, dont il était secrétaire, un remarquable Éloge de Pothier. 
Rallié à la politique bonapartiste, il épousa, en 1854, la fille d'Adolphe Billault, dont, plus tard, il joignit le nom au sien. L'année même de son mariage, le 24 septembre, il succéda à son beau-père, nommé ministre, comme député de la 2e circonscription de l'Ariège au Corps législatif. Ce fut encore avec l'appui officiel qu'il obtint successivement sa réélection le 22 juin 1857, le 1er juin 1863 et le 24 mai 1869. 
Il était aussi conseiller général de l'Ariège de 1855 à 1871 pour le canton de Castillon-en-Couserans. Busson-Billault prit une part assez active aux travaux législatifs, tant comme orateur que comme rapporteur d'un certain nombre de projets de lois ; il fut aussi vice-président de l'Assemblée. Sa rapidité d'élocution, à la tribune du Corps législatif, faisait le désespoir des sténographes, qui pouvaient à peine le suivre. 
Après la déclaration de guerre à la France et les premiers désastres de la campagne, Busson-Billault accepta, dans le cabinet Palikao (10 août 1870), le poste de ministre-président du Conseil d'État : il succédait à Félix de Parieu. 
La révolution du 4 septembre 1870 mit fin à sa carrière politique, malgré une tentative infructueuse qu'il fit après le Seize-mai, aux élections du 14 octobre 1877, pour rentrer au Parlement.
Il fut président du Conseil général de l'Ariège et devint conseiller général de Loire-Inférieure en 1876.
Il est le père de Henri-Julien-Marie Busson-Billault.

## Ouvrage
- Sur Pothier, discours. Barreau de Paris, séance d'ouverture des conférences de l'ordre des avocats, 1850, 38 pages, réédité en septembre 2018 par Hachette/BNF  (ISBN 978-2-329-15325-4)